# 光学工程
光学工程（英語：optical engineering）是指把光学理论应用到实际应用的一类工程学。光学工程涉及光学仪器，例如镜头、显微镜和望远镜，也包括其他利用光学性质的设备。此外，光学工程还研究光传感器及相关测量系统，激光、光纤通信和光碟（例如CD、DVD）等。
因為光學工程設計及開發的元件需要利用光來達到特定目的，因此光學工程需要了解光的本質，知道在實驗室可以達到的極限。而實務上也需要考慮可用技術、材料、成本及設計方法等。光學工程和其他工程領域類似，也會用電腦來輔助設計過程。可能配合儀器使用、用做光學模擬、光學系統設計及其他應用中。工程師也常會使用試算表及程式語言等工具，當然光學工程師也常會使用針對光學設計的工具或套裝軟體。
光学工程計量學會利用光學方式進行量測，用像激光散斑干涉儀儀器量測微振動，或是用量測折射的儀器量測不同物體的特性。用激光的散射衍射光斑测量，制造出激光粒度仪以用于颗粒粒度分析的测量。

## 延伸阅读
- Driggers, Ronald G. (ed.) (2003). Encyclopedia of Optical Engineering. New York: Marcel Dekker. 3 vols. ISBN 978-0824709402
- Bruce H. Walker, Historical Review,SPIE Press, Bellingham, WA. ISBN 9780819478771.
- FTS Yu & Xiangyang Yang (1997) Introduction to Optical Engineering, Cambridge University Press, ISBN 0251574935 .